# Nino Benvenuti vs. Carlos Monzón
Nino Benvenuti vs. Carlos Monzón sono stati due celebri incontri di pugilato che videro contrapposti i due atleti, una prima volta nel 1970 e la seconda nel 1971. Si trattò di due match con in palio il titolo mondiale dei pesi medi versione WBC e WBA. Monzón sconfisse Benvenuti per KO tecnico in entrambe le occasioni, la prima volta vincendo le cinture, e la seconda nella rivincita difendendo i titoli conquistati.

## Contesto
Dopo aver perso con verdetto controverso il titolo mondiale dei medi junior a Seul contro Kim Ki-soo, Nino Benvenuti si era concentrato esclusivamente sul titolo mondiale dei pesi medi (WBC e WBA). Lo aveva poi conquistato sconfiggendo Emile Griffith, primo italiano a riuscire nell'impresa. Da allora, Nino difese le cinture in quattro occasioni, contro avversari non sempre all'altezza. Arrivò quindi il turno di Carlos Monzón. L'argentino, scelto tra molti altri possibili sfidanti era fondamentalmente sconosciuto al grande pubblico non avendo mai combattuto al di fuori del Sud America, e molti esperti del settore non lo reputavano meritevole di una chance iridata. Persino in patria Monzón non era preso molto in considerazione ed era circondato da un certo scetticismo tanto che nessun giornalista specializzato si mosse per seguire la trasferta del pugile in Italia. I fatti successivi dimostrarono quanto fosse sbagliata l'opinione generale nei confronti dello sfidante al titolo.

## Primo match
Al Palazzo dello Sport di Roma c'è il pubblico delle grandi occasioni. Gli spettatori paganti sono stimati in quattordicimila, per un incasso di poco meno di 73 milioni. Tra i Vip si notano Ugo Tognazzi, Walter Chiari e Little Tony, il tennista Nicola Pietrangeli, il motociclista Giacomo Agostini e il pugile argentino Oscar Bonavena, futuro avversario di Muhammad Ali, insieme a circa 200 tifosi argentini.
Nonostante una preparazione incoraggiante, Benvenuti, alla vigilia della sfida, evidenzia un notevole logorio fisico mentre Monzón al peso dichiara bellicosamente che "dal ring scenderà o vincitore o morto". La dimostrazione di forza di Monzón è evidente sin dalle prime riprese; lo sfidante pressa il campione italiano con colpi lunghi, diritti, favoriti anche dalla sua maggiore statura. Con il passare delle riprese, Monzón può mettere in mostra le proprie armi migliori: l'incredibile resistenza ai colpi (nella sua carriera, solo una volta è andato al tappeto, e per pochi secondi) e la pesantezza dei suoi colpi che affaticano Benvenuti fino all'epilogo, nella dodicesima ripresa. Benvenuti, chiuso in un angolo, non riesce a evitare un diretto destro dell'argentino che colpisce la mascella del campione, mandandolo al tappeto. Benvenuti riesce faticosamente a rialzarsi prima dello scadere del conteggio ma è assolutamente incapace di proseguire. La vittoria va a Monzón per TKO che così facendo conquista i titoli di campione del mondo dei pesi medi versioni WBA e WBC.
Il match è stato nominato Fight of the year nel 1970.

### Arbitro e giudici
- Arbitro: Rudolf Drust
- Giudice: Georges Gondre
- Giudice: Aime Leschot

Al momento dell'interruzione, il cartellino dell'arbitro Drust vedeva Benvenuti in vantaggio di un punto; quelli dei giudici di due punti. Il giornalista specializzato Mario Gherarducci, sul Corriere della Sera, riteneva invece Monzón in vantaggio per due o tre punti.

## Secondo match
Benvenuti può usufruire della stessa clausola contrattuale con la quale Griffith si era tutelato tre anni prima: rivincita immediata. Nino si ritira a Milanello per potersi preparare adeguatamente alla sfida, programmata a Montecarlo per l'8 maggio 1971 allo Stadio Louis II. Nel frattempo Benvenuti sostiene un match contro José Chirino: esce sconfitto ai punti. Nonostante ciò la preparazione atletica sembra essere ottima: Benvenuti si presenta sul ring in condizioni ritenute ottimali. 
Il match, ancor più del precedente ha una grande eco mediatica. Sono presenti a bordo ring il principe Ranieri III di Monaco con due dei suoi figli, gli attori David Niven, Alain Delon, Stewart Granger, Renato Salvatori e Lino Capolicchio; i cantanti Sergio Endrigo, Nino Ferrer e Michel Delpech; il musicista Gianni Ferrio; gli industriali Orfeo Pianelli e Giovanni Borghi; l'ex campione europeo Georges Carpentier e i pugili Carmelo Bossi e Oscar Bonavena. 
L'incontro dura appena tre riprese. Nella prima è Benvenuti ad andare all'attacco colpendo più volte l'avversario che non trova di meglio che ripiegare in scorrettezze, quali colpi alla nuca e una ditata nell'occhio. Nella seconda è la volta dell'argentino ad attaccare sino a diventare una furia e a mettere una prima volta al tappeto Benvenuti, nel finale. Il triestino si rialza e, quasi contemporaneamente suona il gong. Nella terza ripresa, Monzón ricomincia nella sua opera demolitoria ai fianchi e allo stomaco sino a costringere l'italiano a piegare un ginocchio a terra. L'ex campione appare svuotato di energie e dall'angolo il suo manager storico, il bolognese Bruno Amaduzzi, lancia la spugna in segno di resa. Benvenuti viene dichiarato nuovamente sconfitto per knock out tecnico a 1:05 del 3º round.
Nell'immediato le proteste di Benvenuti furono violente ma anni più tardi, nella sua autobiografia, affermò che, "a posteriori", la scelta di Amaduzzi fu corretta, perché volta a tutelare la sua salute.

### Arbitro e giudici
- Arbitro: Victor Avendano
- Giudice: Arthur Mercante
- Giudice: Domenico Carabellese

## Conseguenze
Pochissimi giorni dopo il match, Benvenuti decide di lasciare definitivamente il mondo della boxe. Egli spiega che, dopo una così gloriosa carriera, ripartire a combattere ad un livello più basso, inferiore a quello da Campione Mondiale dei 4 anni precedenti, non è una scelta da perseguire. Si ritira così definitivamente nel giugno 1971 e non tornerà mai più sul ring. Benvenuti ha comunque stretto un legame di amicizia con Monzón. Dopo che l'argentino è finito in carcere (condanna per l'omicidio della sua terza moglie), egli andò a trovarlo per informarsi delle sue condizioni. Inoltre, partecipò a una commemorazione in onore di Monzón a un anno dalla sua morte a Santa Fe.